# Rina Zielona
Rina Zielona, właściwie Jekatierina Wasiljewna Zielona (ros. Екатери́на Васи́льевна Зелёная; ur. 1901, zm. 1991) – radziecka aktorka filmowa, głosowa i teatralna. Ludowa Artystka RFSRR. Pochowana na Cmentarzu Wwiedieńskim w Moskwie.

## Wybrana filmografia

### Filmy fabularne
- 1935: Miłość i nienawiść
- 1947: Wiosna
- 1964: Proszę o książkę zażaleń jako piosenkarka w restauracji

### Filmy animowane
- 1962: Kto powiedział „miał”? jako szczeniak
- 1964: Jak żabka szukała taty jako żabka
- 1965: Wowka w Trzydziewiętnym Carstwie jako Wowka
- 1966: Samyj, samyj, samyj, samyj jako mały lew
- 1969: Kapryśna królewna jako Staruszka
- 1970: Błękitny ptak jako babcia
- 1972: Marzenie osiołka
- 1981: Alicja w Krainie Czarów jako Księżna
- 1981: Mamucia mama jako Małpka

## Nagrody i odznaczenia
- Ludowy Artysta RFSRR
- Zasłużony Artysta RFSRR